# 卡拉瑙尔
卡拉瑙尔（Kalanaur），是印度哈里亚纳邦Rohtak县的一个城镇。总人口16847（2001年）。

## 人口
该地2001年总人口16847人，其中男性8945人，女性7902人；0—6岁人口2527人，其中男1437人，女1090人；识字率65.31%，其中男性为72.08%，女性为57.63%。